# الف کرول
الف کرول (انگلیسی: Alf Carroll; ۶ مارس ۱۹۲۰ – نوامبر ۱۹۹۴ (aged 74)) بازیکن فوتبال اهل بریتانیا بود.
از باشگاه‌هایی که در آن بازی کرده‌است می‌توان به باشگاه فوتبال برادفورد سیتی اشاره کرد.